# Louise Bryant
Louise Bryant (nacida Anna Louisa Mohan; San Francisco, 5 de diciembre de 1885-Versalles, 6 de enero de 1936) fue una periodista y escritora estadounidense. Conocida por sus ideas marxistas y por sus ensayos sobre temas políticos radicales y feministas, publicó artículos en varios periódicos de izquierda, incluyendo The Blast de Alexander Berkman. 

## Biografía
Fue hija de Hugh Mohan, un minero de carbón de Pittsburgh (Pensilvania), y Louisa Flick, quien se casó nuevamente con Sheridan Bryant, por lo que Louise tomó el apellido de su padrastro.
En Portland (Oregón), se encontró con el periodista John Reed, quien estaba visitando a su familia luego de asistir a Harvard, moviéndose en círculos radicales de la ciudad de Nueva York.
Falleció el 6 de enero de 1936 de una hemorragia cerebral en París y fue enterrada en el Cementerio Des Gonards en Versalles.
En 1981, fue encarnada por la actriz Diane Keaton en el filme Reds.